# Chruszczyny
Chruszczyny – wieś w Polsce położona w województwie wielkopolskim, w powiecie ostrowskim, w gminie Ostrów Wielkopolski, ok. 10 km na zachód od Ostrowa. 
Przed 1932 rokiem miejscowość położona była w powiecie odolanowskim, w latach 1975-1998 w województwie kaliskim, w latach 1932–1975 i od 1999 w powiecie ostrowskim.
W sąsiedztwie Chruszczyn leżą Dąbrowy Krotoszyńskie.